# 莫吉米林
莫吉米林是巴西圣保罗州的一个市镇。总面积499.115平方公里，总人口88373人，人口密度177.1人/平方公里。